# クロード・ド・ラ・コロンビエール
クロード・ド・ラ・コロンビエール（Claude de la Colombière 1641年2月2日 - 1682年2月15日）はカトリック教会の司祭、聖人、フランスのイエズス会士。

## 生涯
ローヌ県サン＝サンフォリアン＝ドゾンに生まれたクロードは1658年10月25日、イエズス会に入会、アヴィニョンやパリで神学を学び、1669年に叙階された。1675年、フランス中部のパレ・ル・モニアルの聖母訪問会の聴罪司祭として派遣され、そこでマルグリット・マリー・アラコクに出会う。そのとき、彼女はイエスの聖心の啓示を受け、同僚から迫害されていた。彼はアラコクの啓示の意味を知り、また、彼自身も神によって使わされた人物であると知り、霊的指導に当たった。
　しかし、その期間は長くは続かず長上の命令でイングランドに送られ、ヨーク公爵夫人メアリー・オブ・モデナ付の司祭となり、やがてイングランド政府により投獄される。彼はそれに耐え国外追放され、フランスに帰国し、命は助かった。だが、過酷な生活を強いられていたために体調は衰え、1682年2月15日、思い出深いパレ・ル・モニアルで帰天（死去）した。1929年、ローマ教皇ピウス11世によって列福され、1992年、ヨハネ・パウロ2世によって列聖された。